# Midyad
Midyat/Mëdyad ( ܡܕܝܕ Mëḏyaḏ en syriaque, Midyat en turc) est un district de la province de Mardin. La population est principalement syriaque. Située au centre d'une enclave chrétienne, la ville compte neuf églises syriaques orthodoxes, parmi elles St. Akhsnoyo. Certaines églises ont été abandonnées après l'émigration d'une grande partie de la population chrétienne à la suite du génocide syriaque, et il ne reste qu'environ 70 familles chrétiennes.
La ville abrite une cité souterraine.